# Provincia de Isabela

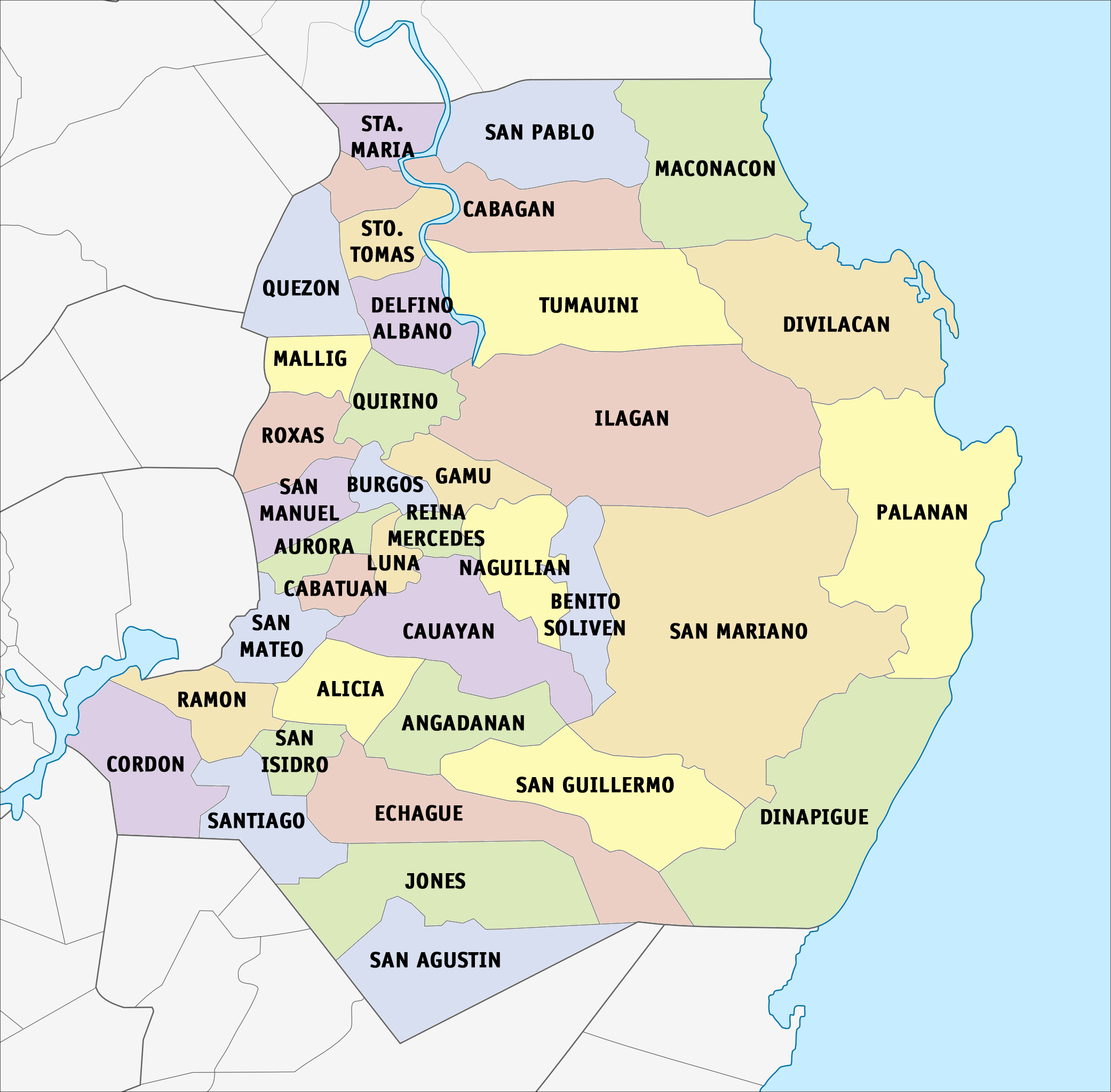
Municipios de Isabela

Isabela es una provincia de Filipinas, perteneciente a la región de Valle del Cagayán.

## Geografía
Esta provincia está dividida en dos áreas geográficas. 
La zona oriental, cruzada por la Sierra Madre es abrupta. Hay determinadas zonas que están poco exploradas. Rica de una gran variedad de flora y fauna salvaje. Montes Caraballo
La zona occidental es un valle fértil cruzado por los ríos Cagaya, Siffu y Magat. En la Cordillera Central, se encuentra un pico de 6000 pies de altitud.

### Municipios y ciudades
Isabela cuenta con treinta y seis municipios y una sola ciudad, Santiago. Tiene 1.055 barangays y está dividida en cuatro distritos para el Congreso. Ilagan es la capital mientras que Cabagan  es el centro industrial.
Políticamente se divide en 35 municipios y dos ciudades. Cuenta con 1.055 barangays. 
Consta de cinco distritos del congreso.
| Ciudad/Municipalidad                | N.º de Barangays | Población (2010) | Área (km²) | Código    |
| ----------------------------------- | ---------------- | ---------------- | ---------- | --------- |
| Alicia Angadanan Viejo              | 34               | 64.687           | 154.10     | 023101000 |
| Angadanan Angadanan Nuevo           | 59               | 40.143           | 204.40     | 023102000 |
| Aurora                              | 33               | 33.045           | 115.56     | 023103000 |
| Benito Solivén                      | 29               | 27.337           | 184.40     | 023104000 |
| Burgos                              | 14               | 22.521           | 73.10      | 023105000 |
| Cabagán                             | 26               | 45.732           | 430.40     | 023106000 |
| Cabatuán                            | 22               | 37.299           | 72.00      | 023107000 |
| Ciudad de Cauayán                   | 65               | 122.335          | 336.40     | 023108000 |
| Cordón                              | 26               | 40.877           | 144.00     | 023109000 |
| Dinapigué                           | 6                | 5.484            | 574.00     | 023110000 |
| Divilacán                           | 12               | 5.034            | 889.49     | 023111000 |
| Echagüe                             | 64               | 74.680           | 680.80     | 023112000 |
| Gamu                                | 16               | 28.657           | 129.40     | 023113000 |
| Ciudad de Ilagán                    | 91               | 135.174          | 1166.26    | 023114000 |
| Jones                               | 42               | 44.218           | 670.14     | 023115000 |
| Luna Antatet                        | 19               | 18.091           | 45.70      | 023116000 |
| Maconacón                           | 10               | 3.615            | 538.66     | 023117000 |
| Delfín Albano (Magsaysay)           | 10               | 25.422           | 189.00     | 023118000 |
| Mallig                              | 18               | 28.345           | 133.40     | 023119000 |
| Naguilián                           | 25               | 29.491           | 169.81     | 023120000 |
| Palanán                             | 17               | 16.094           | 880.24     | 023121000 |
| Quezón                              | 15               | 24.522           | 189.90     | 023122000 |
| Quirino                             | 21               | 22.285           | 126.20     | 023123000 |
| Ramón                               | 19               | 44.812           | 135.17     | 023124000 |
| Reina Mercedes                      | 20               | 23.497           | 57.14      | 023125000 |
| Roxas                               | 26               | 57.699           | 184.80     | 023126000 |
| San Agustín                         | 23               | 21.797           | 278.40     | 023127000 |
| San Guillermo                       | 26               | 18.423           | 325.49     | 023128000 |
| San Isidro                          | 13               | 22.758           | 71.90      | 023129000 |
| San Manuel Callang                  | 19               | 30.407           | 112.77     | 023130000 |
| San Mariano                         | 36               | 51.438           | 1469.50    | 023131000 |
| San Mateo                           | 33               | 60.792           | 120.60     | 023132000 |
| San Pablo                           | 17               | 22.040           | 637.90     | 023133000 |
| Santa María                         | 20               | 22.939           | 140.00     | 023134000 |
| Ciudad de SantiagoSantiago de Carig | 37               | 132.804          | 255.50     | 023135000 |
| Santo Tomás                         | 27               | 21.688           | 60.70      | 023136000 |
| Tumauini                            | 46               | 58.463           | 467.30     | 023137000 |

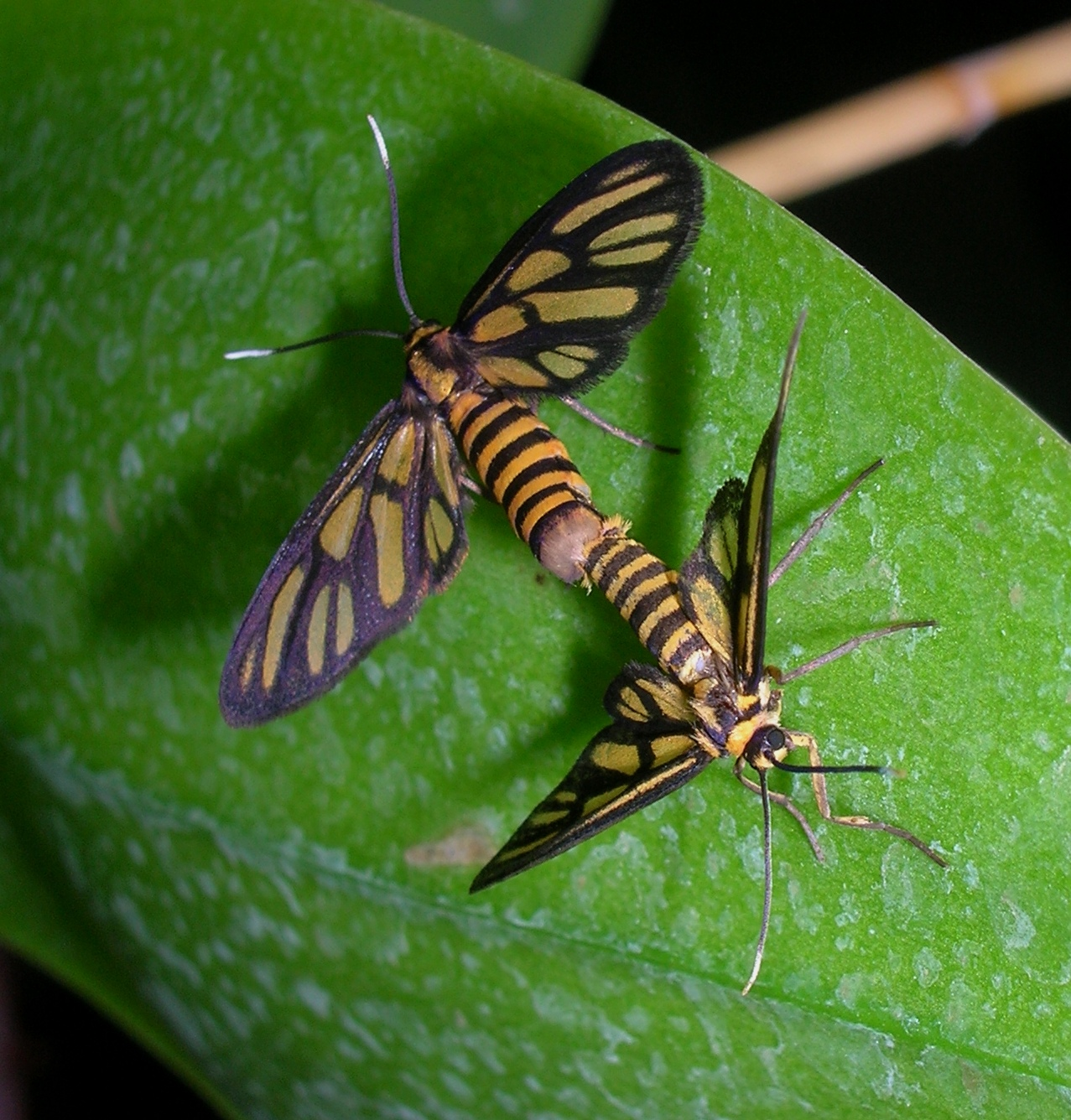
Insectos
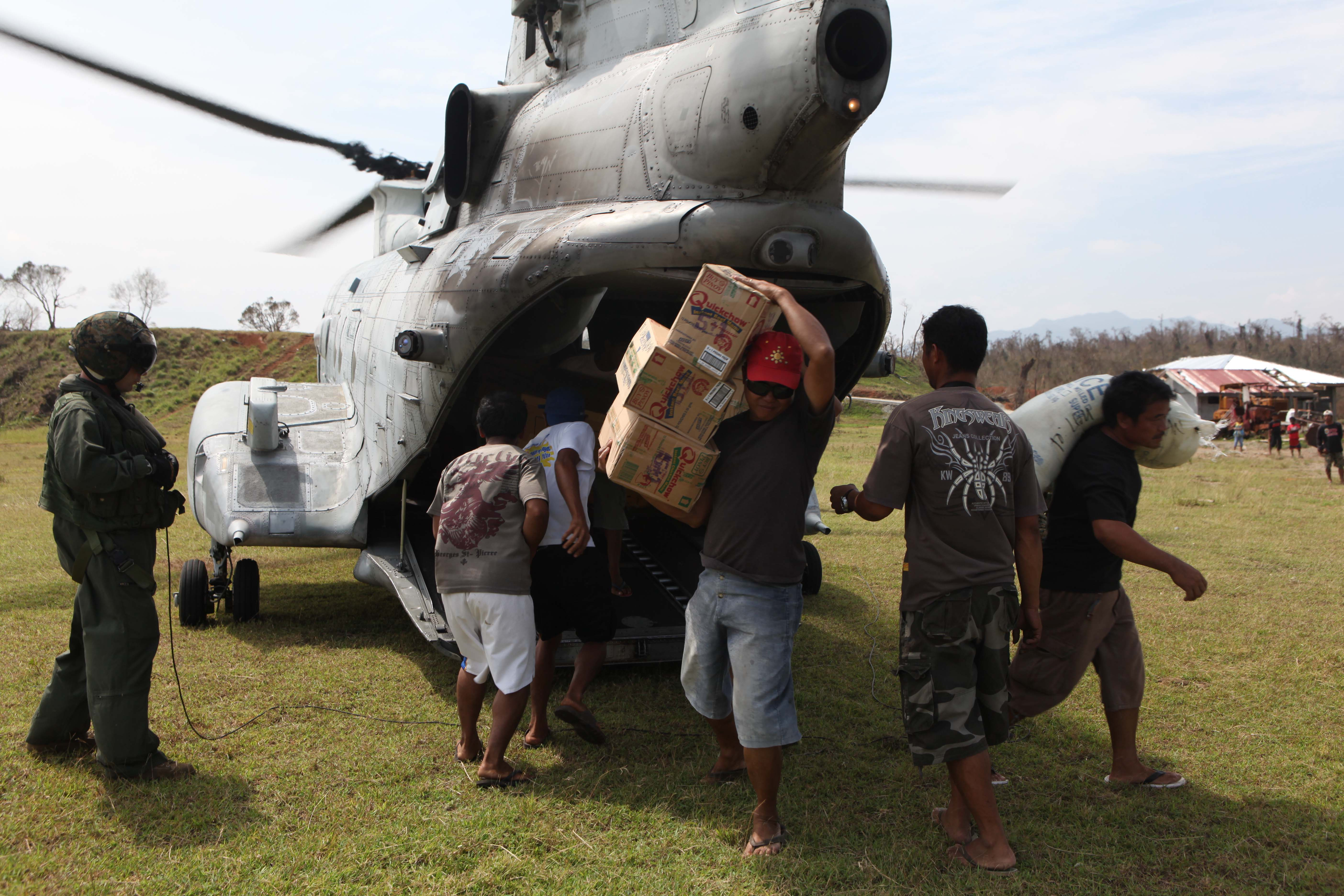
Victimae tormenti Megi disonerant copia ex CFA classario [[helicopterum|helicóptero]](U.S. Marine Corps CH-46 helicopter)
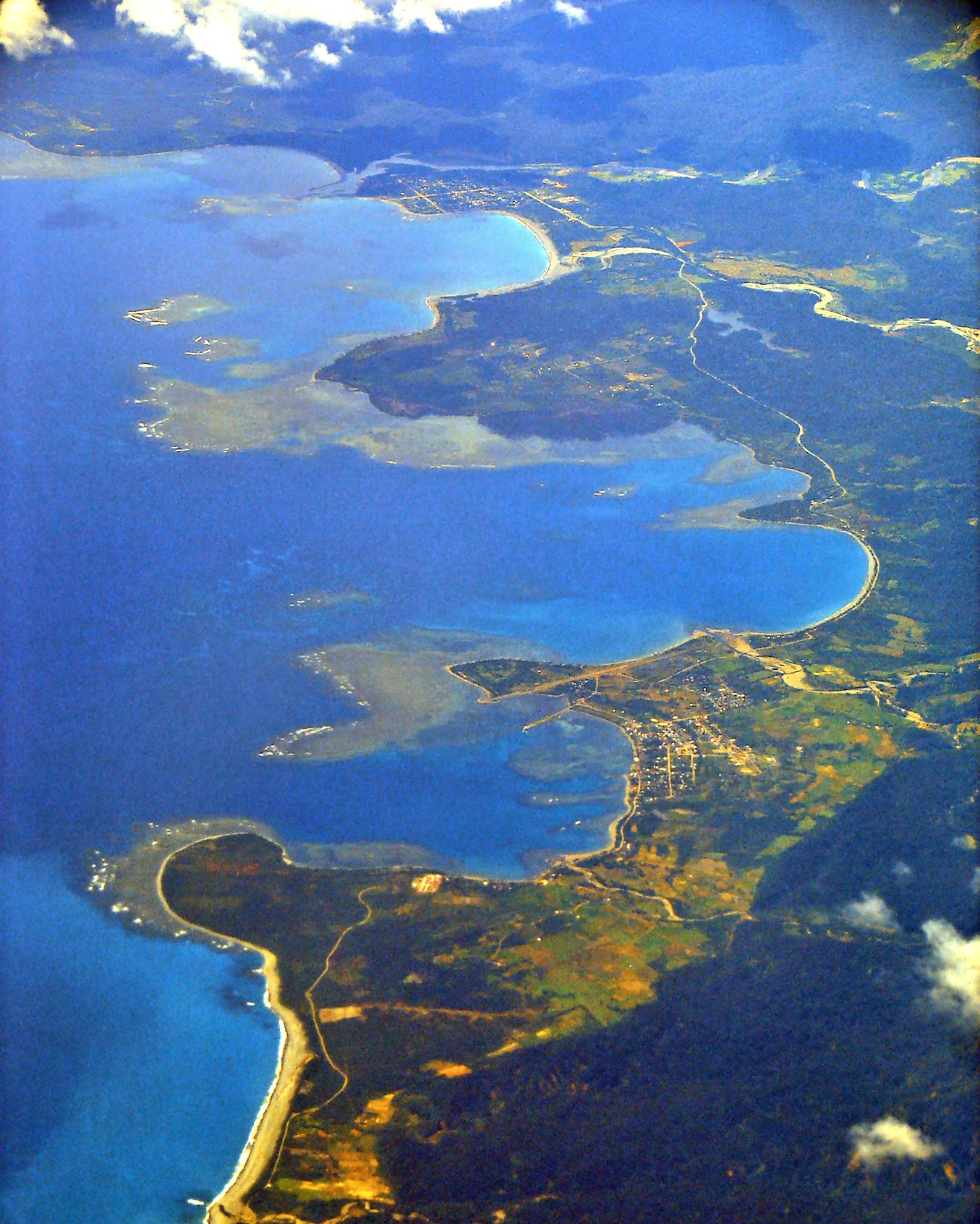
Sinus Divilacan
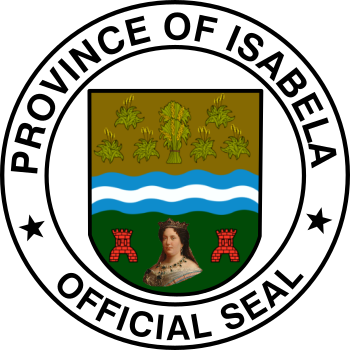
Insignium Isabelae
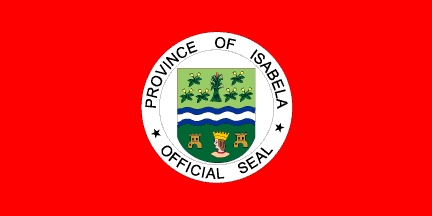
Vexilium Isabelae

## Economía
Las actividades económicas más importantes son la agricultura y la explotación forestal. La parte más importante de las tierras cultivables se dedican a la producción de granos, especialmente arroz. 
Las manufacturas agrarias constituyen la mayoría de las industrias, ligadas especialmente al cultivo del arroz. También hay pequeñas industrias dedicadas a la fabricación de muebles, artesanía, y alimentarias.
Los comerciantes chinos dominan las actividades comerciales, y los hindúes se dedican al comercio menor.
Actualmente, Isabela es una de las provincias más progresivas del país.

## Idiomas
La lengua principal de Isabela es el Ilocano seguido por el Ybanag, Yogad y Gaddang. La gente de la capital y de los centros comerciales hablan y comprenden tanto el inglés como el tagalo.

## Historia

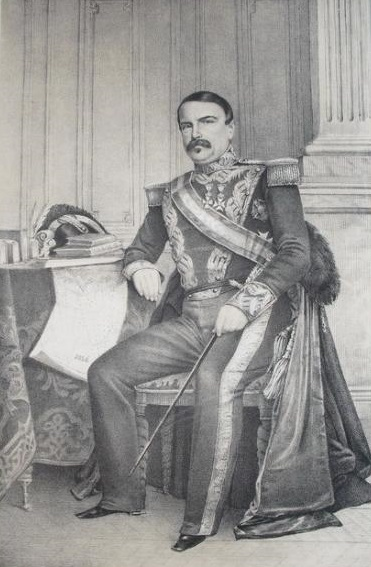
El gobernador Antonio de Urbiztondo y Eguía

La historia de la provincia se inicia en mayo de 1856, cuando por Real Decreto, Isabela fue segregada de las provincias de Cagayán y de Nueva Vizcaya. Fue nombrada en honor de la reina Isabel II de España, en la época en la que Antonio de Urbiztondo y Eguía era el Gobernador General de las Islas Filipinas. La nueva provincia fue nombrada en honor de la reina Isabel II de España, siendo su denominación oficial la de Isabela de Luzón para distinguirla de las otras Isabelas en Filipinas. 
- De la provincia de Nueva Vizcaya provienen los siguientes municipios:
  - Carig, hoy Ciudad de Santiago.
  - Camarag, hoy Echagüe
  - Angadanan, hoy Alicia
  - Cauayan
  - Calanusian, hoy Reina Mercedes
  - Ilagan.
- De la provincia de Cagayán provienen los siguientes municipios:
  - Tumauini
  - Cabagan

A finales del siglo XIX la provincia de Isabela comprendía las comandancias de Saltan y de Llavac.
En la guerra de independencia contra los Estados Unidos, fue en Aplanan, donde los americanos capturaron al General Emilio Aguinaldo, el 23 de marzo de 1901.
Cuando llegaron los americanos, los cultivos de maíz y de tabaco se cambiaron por los de arroz, actualmente predominante.

### Isabela del Norte e Isabela del Sur
El 20 de febrero de 1995 se aprobó la división de Isabela en dos provincias, a saber:
- Isabela del Norte, con cabecera en Ilagan, comprendería los municipios de Cabagan, Delfín Albano, Divilacan, Ilagan, Maconacon, Palanan, San Pablo, Santa María, Santo Tomas, Tumauini, Aurora, Benito Soliven, Burgos, Gamu, Mallig, Naguilian, Quezon, Quirino, Roxas, San Manuel y San Mariano.
- Isabela del Sur, con cabecera en Cauayan, abarcaría Alicia, Angadanan, Cabatuan, Luna, Reina Mercedes, San Guillermo, San Mateo, Cordon, Dinapigue, Echague, Jones, Ramon, San Agustín y San Isidro.

La propuesta de división fue rechaza en un plebiscito de 20 de junio de 1995.